# Lago Renuka
El lago Renuka se encuentra en el distrito de Sirmaur, en el estado de Himachal Pradesh, en la India, a 672 m sobre el nivel del mar. Es el lago más grande de Himachal Pradesh, con una circunferencia de unos 3214 m, una longitud máxima de 1700 m y una anchura que va de 132 a 247 m. Las colinas que rodean el lago por el norte y el sur están cubiertas de bosques secos. Las precipitaciones van de 1500 a 2000 mm. El lago lleva el nombre de la diosa Renuka, madre de Parashurama, sexto avatar del dios Visnú. Está bien comunicado por carretera, se pueden dar paseos en barca, hay un safari de leones y un zoológico. En noviembre se celebra una feria anual. Por su riqueza biológica ha sido designado como sitio Ramsar desde noviembre de 2005.

## Ubicación
- Distancia desde Parwanoo: 123 km.
- Distancia desde Paonta Sahib: vía Sataun 51 km
- Distancia desde Nahan: 38 km.[4]

## Historia de la Feria de Renuka
En la víspera de la Prabodhini Ekadashi, (se inicia el periodo de las bodas cuando despierta Visnú en la mitología hindú) la feria de Renuka, de cinco días de duración, comienza con la llegada de Parashurama (sexta encarnación de Visnú) al lago Renuka en Himachal, el hogar de su divina madre, la diosa Renuka. Durante la feria, varios lakhs (cientos de miles) de devotos de todo el país llegan aquí para presenciar la sagrada ocasión del encuentro divino del Señor Parashurama y su madre Renuka.
Según los Puranas, Renuka Tirth se considera el lugar de nacimiento del Señor Parshuram, la sexta encarnación del Señor Vishnu. Maharish Jamdagni y su esposa Bhagwati Renuka Ji habían meditado durante mucho tiempo en un montículo conocido como Tape Ka Tiba, cerca del lago Renuka. Con las bendiciones del Señor Shiva, el Señor Vishnu cumplió la promesa divina y nació como su hijo. La sexta encarnación de Lord Vishnu e hijo de Renuka complació a Lord Shiva con la meditación tapas y obtuvo su nuevo nombre, Parshuram, después de obtener el arma divina Parshu del Señor Shiva. Se le ha referido en todas partes en los Shastras con el nombre popular de Parshuram y no con el nombre de infancia Ram [según Brahmand Puran], que recibió de sus padres.
Parshuram siempre apoyó la causa del buen gobierno, en que las preocupaciones de cada ciudadano son abordadas juiciosamente por los gobernantes. Para librar a la gente de las atrocidades de los gobernantes, Lord Parshuram eliminó 21 veces de la Tierra a los que eran crueles y atroces. También mató al rey Sahastrabahu y su ejército, ya que el rey había visitado a la esposa del rishi Yamádagni en ausencia de este, y había robado la vaca sagrada. La madre de Lord Parshuram, Bhagwati Renuka Ji, entró en el Ram Sarovar y adoptó el Jal Samadhi. Los Puranas narran que el Ram Sarovar inmediatamente tomó la forma de una dama y desde entonces es conocido como lago Renuka.
Después de eliminar a Sahashtrabahu en una feroz batalla, le dio una nueva vida a su padre con sus poderes divinos, se dirigió a la orilla del lago y le rogó a su madre que saliera del lago. La madre respondió a sus oraciones y el señor se postró a sus pies. Ella dijo que viviría permanentemente en el lago, pero también prometió que, a petición de su señor Parshuram, saldría del lago con motivo de la festividad del Devprabodhini Ekadashi todos los años para encontrarse con su hijo. Bhagwati también prometió que las personas que honraran esta piadosa ocasión de afecto de madres y devoción de hijos, serían colmadas de bendiciones divinas.
Un día antes, en Dashmi, el palanquín del Señor Parshuram es llevado a Renuka desde su antiguo templo en el pueblo de Jamu Koti, en una procesión tradicional conocida como 'Shobha Yatra', a la que asisten miles de devotos.
Santos de todas partes del país vienen a Renuka Ji para presenciar la santa y divina asamblea de madre e hijo. La administración ha hecho todos los arreglos necesarios para la celebración pacífica de la feria. Se hacen ajustes de seguridad elaborados teniendo en cuenta las actividades terroristas.

## Santuario
El santuario está situado en el distrito de Sirmour, en Himachal Pradesh. Está bien comunicado por la red de carreteras transitables. El área total del santuario es de unos 4 km2. Todo el santuario consiste en el bosque de la reserva de Renuka y ha sido declarado como Abhayaranya (lugar sagrado). Un área de aproximadamente 3 km² que se encuentra fuera del santuario ha sido declarado como cinturón de amortiguamiento.
De acuerdo con la clasificación de los tipos de bosques, el área está considerada bosque seco mixto caducifolio y bosque seco de sal (Shorea robusta).

## Sitio Ramsar
El humedal de Renuka fue declarado sitio Ramsar número 1571 el 11 de agosto de 2005. Tiene una extensión de 20 ha. Es santuario de Vida Silvestre (402 ha) y Reserva forestal. Se trata de un humedal natural con manantiales de agua dulce y formaciones kársticas subterráneas en su interior, alimentado por un pequeño arroyo que fluye desde el bajo Himalaya hasta el río Giri. El lago alberga al menos 443 especies de fauna y 19 especies de ictiofauna, representativas de ecosistemas lacustres, entre otros, de los géneros Puntius, Labeo, Rasbora y Channa. La vegetación prominente varía desde caducifolias secas como Shorea robusta, conocido como árbol de la sal (aunque sal en este caso significa casa porque su madera se usa en las construcciones) Terminalia tomentosa y Dalbergia sissoo hasta hidrófitas. Hay 103 especies de aves, de las cuales 66 son residentes, entre ellas, el barbudo calderero, miná, bulbul, faisanes, garcetas, garzas, ánades reales y vanelinos. Entre los ungulados, destacan el sambar, el muntíaco y el goral. El lago tiene un alto significado religioso y lleva el nombre de la madre del sabio hindú Parshuram, por lo que es visitado por miles de peregrinos y turistas. Las medidas de conservación hasta el momento incluyen la conciencia de la comunidad y la prevención de la entrada de sedimentos de laderas erosionadas y 50 ha. de plantación masiva en la cuenca. El sitio es administrado por el Departamento Forestal de Shimla, Himachal Pradesh.

## Amenazas
El lago está amenazado por la reducción continua de su tamaño. El sedimento que se está depositando en el lago está causando preocupación entre los lugareños y la administración. La causa principal es el depósito de tierra en las riberas, con el agua de lluvia y los derrumbes en las montañas cercanas. Además, los desechos de material de construcción se han vertido en el lago durante años, lo que es una gran amenaza para el medio ambiente. La administración está haciendo todo lo posible para proteger el lago. Las bolsas de plástico están prohibidas en toda la región.